# Duhamel-Ouest
Duhamel-Ouest es un municipio canadiense situado en la provincia de Quebec.

## Superficie
Duhamel-Ouest tiene una superficie de 91,49 km².

## Demografía
En 2021, tenía 945 habitantes, una densidad poblacional de 10,3 hab./km², y 470 viviendas.